# Герб ЗАТО Первомайский
Герб «ЗАТО Первомайский» — опознавательно-правовой знак, составленный и употребляемый в соответствии с правилами геральдики, служащий символом городского округа «ЗАТО Первомайский» Кировской области Российской Федерации.

## Описание герба
Описание герба:
В лазоревом поле три серебряных арбалета с натянутыми тетивами и вложенными золотыми стрелами остриями вверх: первый арбалет в правую перевязь, второй — в столб, третий — в левую перевязь; на корпусе каждого арбалета внизу золотой уширенный крест; в зелёной пониженной оконечности — три золотых цветка незабудки в пояс.

## Обоснование символики
Обоснование символики:
Уникальной особенностью муниципального образования городской округ ЗАТО Первомайский, выделяющей его из всех муниципальных образований Кировской области, является то, что на основную часть взрослого населения Первомайского возложена почётная обязанность защищать Родину. Символическим языком славную историю Мелитопольской Краснознамённой дивизии в гербе передаёт старинное вооружение — арбалет. Арбалет — оборонительное вооружение и аллегорически передает суть РВСН, которые, с одной стороны, называют ядерным щитом Отечества, обеспечивающим мир, а с другой это вооружение, которое готово в случае необходимости нанести удар, поэтому тетива арбалета натянута. Три арбалета символизируют и готовность атаки в любом направлении, и мощь военной силы.
Зелёный цвет оконечности символизирует лесную местность, в которой расположен посёлок. В оконечности изображены три золотых цветка незабудки. Незабудка символизирует, с одной стороны, мирную жизнь жителей ЗАТО Первомайский, а с другой — аллегорически указывает на название Первомайского: этот цветок одним из первых распускается в мае — отсюда «первомайский».
Золото является символом верности, благородства и справедливости, серебро — чистоты, победоносности и правдивости, синий — бдительность, упорство и любовь к родине, зелёный передает изобилие, честь и стремление к победе.

## История создания
- 16 сентября 2008 — герб городского округа утверждён решением Собрания депутатов ЗАТО Первомайский Кировской области[1].

- Герб ЗАТО Первомайский включён в Государственный геральдический регистр Российской Федерации под № 4325[2].